# Station Merxheim
Station Merxheim is een spoorwegstation in de Franse gemeente Merxheim.